# Цекуле (платформа)
Це́куле (латыш. Cekule) — остановочный пункт в Латвии на территории Стопиньского края на границе с Саласпилсским краем. Находился на железнодорожной линии Рига — Эргли в 18 км от Риги. Неподалёку от станции расположен посёлок Цекуле и проходит объездная автомобильная дорога А4.

## История
Станция Цекуле была открыта вскоре после открытия участка до Сунтажи, 15 мая 1936 года. Имела два рельсовых пути и две пассажирских платформы островную и боковую. Существовал подъездной путь от станции к складам амуниции, который советская армия использовала до 1994 года. В середине 2000 года демонтировали второй путь, переведя станцию Цекуле в ранг остановочного пункта, коим она и оставалась до прекращения пассажирского движения в 2007 году. Здание станции использовалось в качестве жилого, пока не было уничтожено пожаром в ночь с 8-го на 9-е августа 2013 года.